# Келдерман, Яп
Якоб Дирк (Яп) Келдерман (нидерл. Jacob Dirk "Jaap" Kelderman; 2 января 1928, Брук-ин-Ватерланд, Северная Голландия — 4 февраля 1976, Рим) — нидерландский футболист, игравший на позиции вратаря, выступал за амстердамский «Аякс».

## Спортивная карьера
Футбольный карьеру Яп начинал в клубе СДОБ в родном Брук-ин-Ватерланде, где также играл его младший брат Дик, они оба были вратарями. В 1948 году в возрасте двадцати лет Келдерман дебютировал в составе амстердамского «Аякса». В команде он появился благодаря своему другу Ринусу Михелсу.
Первую игру в чемпионате Нидерландов провёл 12 сентября 1948 года против роттердамского клуба «Ксерксес» — на домашнем стадионе «Де Мер» его команда уступила гостям со счётом 1:3, единственный мяч за «Аякс» забил Михелс. В следующем туре вместо Келдермана сыграл Антон ван дер Хейде, но и он неудачно провёл свой дебютный матч, пропустив четыре гола от «Стормвогелса». После двух поражений тренер Уолтер Крук поставил в ворота Бепа Лентвара, тогда как Яп продолжил играть за резервную команду «Аякса». В конце сезона он вернулся в основной состав и отыграл в двух последних турах чемпионата — против «Спарты» и АДО. Гостевой матч в Гааге против АДО, который состоялся 20 февраля 1949 года, стал для него последним в рамках чемпионата. В той игре «Аякс» проиграл со счётом 6:0, потерпев самое крупное поражение в сезоне. «Аякс» по итогам сезона занял четвёртое место в своей западной группе и не смог выйти в финальную часть чемпионата Нидерландов.
В июле 1953 года был участником выставочного матча в Вассенаре, который был организован легкоатлетом Вимом Слейкхёйсом. В матче играли в основном профессиональные футболисты, выступавшие за границей, включая Фаса Вилкеса, Брама Аппела, Бертюса де Хардера, Кеса Рейверса и других. Встреча завершилась вничью — 5:5.
Позже выступал за команду «Монниккендам».

## Личная жизнь
Яп родился в январе 1928 года в деревни Брук-ин-Ватерланд. Отец — Мартен Келдерман, был родом из Катвауде, мать — Янше ван дер Линген, родилась в Монниккендаме. Родители поженились в феврале 1927 года, на момент женитьбы отец работал автодилером. Помимо него, в семье был ещё младший сын Дирк Мартен (Дик), родившийся в августе 1932 года.
В сентябре 1949 года вместе Ринусом Михелсом попал в автокатастрофу на юге Франции. Они выехали из Марселя и намеревались автостопом добраться домой до Амстердама. Во вторник, 13 сентября, в Марселе они нашли водителя грузовика, который согласился доставить их в Париж. Авария произошла ночью, когда их грузовик, ехавший со скоростью 70 км/ч, врезался в припаркованный на обочине автомобиль. Дорога была не освещена и водитель не заметил впереди стоящую машину. Кроме футболистов и их друга Хенри Майера в машине было семь или восемь человек. Двое пассажиров погибли на месте, раненых было много. Михелс в результате аварии получил травму грудной клетки и правого плеча, а Майер получил травму ноги, тогда как Келдерман не получил серьёзных травм. Михелс был доставлен в больницу, а Келдерман с Майером вскоре вернулись в Амстердам.
Получил экономическое образование, занимался экспортом цветочных луковиц, а затем стал руководителем собственной химической компании в Риме. Был женат на американке по фамилии Пиллер. Проживал с супругой за городом в ста километрах от итальянской столицы. У них было двое детей: дочери Дженифер и Саския. Во время своих деловых поездок Келдерман регулярно посещал Брук-ин-Ватерланд, чтобы поиграть в футбол или сыграть в бридж.
Умер 4 февраля 1976 года в Риме в возрасте 48 лет. Церемония кремации состоялась 7 февраля. Похоронен рядом с родителями на кладбище в Брук-ин-Ватерланде.